# 浅草演芸ホール
浅草演芸ホール（あさくさえんげいホール、英語：ASAKUSA ENGEI HALL）は、東京都台東区浅草の通称「公園六区」と呼ばれる歓楽街の中心に位置する寄席である。都内に4軒ある落語定席（国立演芸場も入れると5軒）の一つで、落語を中心に、漫才、奇術などの色物芸が多数執り行われている。東洋興業株式会社が経営している。

## 概要
客席数は1階が239席、2階が101席の計340席と、都内にある寄席の中では最大であり、その他のお笑い専門劇場を含めてもルミネtheよしもと（458席）に次ぐ2番目の規模である。1階は全席椅子席で、テーブルはついてない。2階席にエレベーターはなく、階段でのみ行き来が可能である。
場内飲食・飲酒は可能。ただし、酒類の外部からの持ち込みは不可。1階には売店があり、酒類も販売している。また自動販売機もある。
楽屋は下手側（客席から見て左側）にある。かつて、メクリが寄席文字（ビラ字）でなく、丸ゴシックを変形させた特殊な字体であり、木戸に書かれた出演者の名前も明朝体で書かれていた。ゴシック文字の筆耕は当時東洋興業宣伝部に所属していた男性。現在はいずれも寄席文字だが、いつ変わったのかは不明。寄席文字を書いているのは橘右龍（～2021年）、橘右朝（2代目）（2021年～）。
はとバスなどの日帰りバスツアーのプランに組み込まれて入場する団体客が多く、読売ファミリーサークルなどの招待券で無料入場する観客も多い。また観光地の中心にあり、演芸ホール自体が観光地化していることもあり、寄席の出演者にかかわらず混雑していることが多く、立ち見を強いられることも多い。そのようなことから、落語ファンではない客層が多い寄席ということもあり、客同士がおしゃべりをしたり、携帯電話の着信音がなるなどノイズが多く、他の寄席に比べて騒がしい。このような騒がしさを落語家もマクラなどでネタにすることが多く、もっぱら落語ファンの間で「浅草の客」といえば、ガヤガヤとした落ち着きがない客のことを指す。

## 略歴

### 前史
「浅草演芸ホール」の位置する浅草公園六区4号地北東の角地には、1884年（明治17年）に同地が区画整理され、その後に建てられた「開進館勧工場」があり、1907年（明治40年）7月16日、同勧工場に替わって、映画会社・吉沢商店（現在の日活の前身の一社）が開場した映画館「三友館」が開場した。
1945年（昭和20年）、第二次世界大戦が終了、6年後の1951年（昭和26年）、東洋興業が、「三友館」跡地にストリップ劇場「フランス座」を開業した。
1959年（昭和34年）、フランス座を一旦閉場し、改築した5階建てビルの1～3階に演劇の新しい劇場「東洋劇場」を開場。上階の4～5階に「フランス座」を再開した。
戦後長く、芸処・浅草に落語定席が無かった。日本芸術協会（現在の落語芸術協会）の幹部落語家・二代目桂枝太郎は、同じアパートにたまたま東洋興業従業員の高崎三郎が住んでいたことから彼に対し、「浅草には寄席が一軒もない。東洋興業は東洋劇場・フランス座ともに同じような出し物をしている。どちらかを寄席にしてみては」と持ちかける。高崎はこの話を同社社長・松倉宇七に持ち込んだところ、松倉もこれを受け、企画替えとして「フランス座」を閉鎖して改装を行い、1964年（昭和39年）、浅草演芸ホールを開場した。

### 開場
1964年（昭和39年）、「東洋劇場」4階と5階にあった「フランス座」を改装して落語定席「浅草演芸ホール」は開場した。
1971年（昭和46年）、東洋興業が同地での演劇から撤退し、1階の「東洋劇場」を閉鎖した。空いた1階に本ホールが移った。
同年、上階に再開場した「フランス座」は、1982年（昭和57年）に再度閉館、1987年（昭和62年）に三度開場したが、経営不振により1999年（平成11年）ストリップ興行を打ち切った。かつて東洋興業が経営していた「ロック座」は、既に元踊り子・斎藤智恵子に譲り渡していたため、東洋興業はストリップから完全撤退となった。2000年（平成12年）、建物上部を改装し色物専門の演芸場「東洋館」として新規開場、本ホールの姉妹館となった。

### 2020新型コロナウイルス感染症流行に伴う対応
2020年（令和2年）、新型コロナ感染予防に関する政府の緊急事態宣言とそれに伴う営業自粛要請を受け、3月28・29日、4月4日 - 5月31日は休席（休館)となった。長期休館により収益に打撃は受けたが、従業員の解雇は免れている。
6月1日から感染防止の対策を講じ、定員を限定した上で興行を再開している。また、興行によっては昼夜入替制をとっている。
2021年（令和3年）1月7日に一都三県へ発令された緊急事態宣言を受け、引き続き客席数を50 %に制限の上、第三部の出演者の一人当たりの出演時間を短縮することで終演時間を21:00から20:00に繰り上げて公演を継続していたが、同月20日に落語協会の関係者に複数人の新型コロナウイルス陽性者が確認されたことを受けて、落語協会が受け持つ21日から30日および31日昼の部の一月下席を休席（休業）。31日夜の余一会「昭和元禄落語心中寄席」から興行を再開した。
2021年（令和3年）3月21日の三月下席からは、緊急事態宣言の解除を受け、昼夜入替なしで定員数は半分以下のまま、終演時間を21:00とした。その後、再度の緊急事態宣言により終演時間が再び20:00となる。
同年8月3日、落語芸術協会興行夜の部に出演のお囃子1名が発熱、4日に陽性と判明。5日夜の部を休席として、6日から公演を再開した。
2022年（令和4年）1月19日、落語芸術協会会長で同協会正月二之席の昼の部主任であった春風亭昇太の新型コロナウイルス陽性が判明（昇太は18・19日と休演）し、同日夜の部および翌20日の昼夜興行を中止して館内の消毒作業を行う。
同年8月中席に出演中であった二代立花家橘之助が16日、柳家三三が17日に、四代目三遊亭圓歌が19日にそれぞれ新型コロナウイルス陽性であることが判明したが、楽屋内で濃厚接触者にあたる者はいないと判断。場内関連箇所を消毒の後、興行は通常どおり行った。

### YouTube「浅草演芸ホールチャンネル」
2021年（令和3年）4月25日に発出された3回目の緊急事態宣言の際、演芸ホールは、ウェブサイト上で東京都からの無観客開催の要請の文章に「社会生活の維持に必要なものを除く」とあると指摘。その上で「大衆娯楽である寄席は『必要なもの』に該当すると判断した」として感染防止策を続けた上で引き続きの営業を決めていたが、28日、改めての都の要請を受け5月1日から11日まで休業を決めた。
そこで5月1日より鈴本演芸場の協力のもと、急きょ YouTube チャンネルを立ち上げ、落語協会5月上席の公演を5月16日まで緊急無料生配信、芸人応援チケットを鈴本演芸場チケットでオンライン販売した。
| 公演・生配信日 | 主任       | 備考                                         |
| -------------- | ---------- | -------------------------------------------- |
| 5月5日昼       | 林家木久扇 | 開演前に五明楼玉の輔・春風亭三朝のトーク有   |
| 5月5日夜       | 柳家喬太郎 | 開演前に五代目桂三木助・柳家小んぶのトーク有 |

## 番組
毎月10日ごとに出演者・演目が入れ替えられている。
- 上席（かみせき）1日～10日
- 中席（なかせき）11日～20日
- 下席（しもせき）21日～30日　＊1月のみ31日まで

出演者は以下のとおり。
- 奇数月上席（かみせき）1日～10日 - 落語協会
- 奇数月中席（なかせき）11日～20日 - 落語芸術協会
- 奇数月下席（しもせき）21日～30日 - 落語協会
- 偶数月上席（かみせき）1日～10日 - 落語芸術協会
- 偶数月中席（なかせき）11日～20日 - 落語協会
- 偶数月下席（しもせき）21日～30日 - 落語芸術協会

設立時は初席のみ日本芸術協会だったが、落語協会（六代目三遊亭圓生会長）により奪取され、1967年（昭和42年）に上記のルールがそのまま適用されるようになった。客入りが望める初席、ゴールデンウィーク（5月上席）は落語協会の芝居となる。
同じ協会がまる一日を担当するが昼の部と夜の部では出演者が異なる。なお、これは東京の寄席では通常のことである。
落語芸術協会のみ、10日間を5日ずつに分けてそれぞれ別個の番組を編成している（いわゆる5日興行制）。
- 昼の部：11:40～16:30
- 夜の部：16:40～21:00

基本的に昼夜入れ替え制はとっていないため、通しで見ることも可能である（ただし、年始・特別興行など混雑が予想される場合は入れ替え制が取られる）。前売り予約は基本行われないが、あらかじめ混雑が予想される興行に関しては「整理番号付き、自由席」の前売券を「Ticket Pay」で発売することがある。
1月を除く毎月31日は「余一会」と呼ばれる特別興行が行われている（後述）。定席寄席の中では年末も休まず、27日まで定席興行を打った後、28日から31日までは「年末特別番組」が編成される。
以下、主に毎年恒例化している番組の内容を概説する。

### 正月初席
正月は浅草周辺は観光客で混雑する。2008年（平成20年）初詣では浅草寺に221万人が足を運んだ。その大量の客が参拝の後に当ホールに立ち寄るので、立錐の余地もないほどごった返す。もちろん初席なので顔付けがいいことはいうまでもない。ただし一人当たりの持ち時間が通常の定席興行と比較し、極端に短いためネタをやらずに小噺や雑談で高座を降りる噺家も多い。上述の通り、落語協会のスター落語家が勢揃いする。番組は四部制が取られ、令和六年（2024年）初席の主任（トリ）は一部：林家木久扇、二部：春風亭小朝、三部：九代目林家正蔵、四部：柳家さん喬となっている。
加えて、初席の5日間は姉妹館の「浅草東洋館」でも落語協会の定席となる（東洋館は三部制）。以前は初席のみ客は一枚のチケットでどちらにも行けたが、2024年現在では演芸ホール・東洋館相互の移動は不可能となっている。

### 正月二之席
代わって落語芸術協会の浅草での当年初興行となるため、芸協所属の芸人がほぼ勢揃いの顔付けとなる。初席同様に一人当たりの持ち時間は短い。昼・夜の二部編成（昼の部の開演は11時に繰り上がる）だが、原則入れ替え制は行わない。令和六年（2024年）二之席の主任（トリ）は昼の部：春風亭昇太、夜の部：三遊亭小遊三となっている。

### 六月上席
後半（6～10日）の夜の部の大喜利として、主に落語芸術協会所属芸人の写真サークルである「お笑いぱっちり倶楽部」による「お笑いぱっちりバトル」が行われる。生前の桂歌丸が同倶楽部の会長（2024年時点の会長はナイツの土屋伸之）であり、地元である横浜にぎわい座で写真展と興行が行われていたが、2022年から浅草演芸ホールに移って行われるようになった。所属部員が各日事前に決められたテーマに基づく写真を披露し、千秋楽までのポイント制で競う。落語協会所属のすず風金魚も同クラブに所属しており、この芝居は芸協の興行であることから、ゲストとして大喜利のみに出演する。主任は三笑亭夢太朗が務める。

### 七月上席
昼の部の大喜利として、落語協会メンバーによる「茶番」（鹿芝居）が恒例となっている。主任は金原亭馬生が務める。

### 七月中席
昼の部の大喜利として、落語芸術協会メンバーによるハワイアンミュージックバンド「アロハマンダラーズ」の演奏がある。以前は新宿末廣亭8月中席の昼の部に開催されていたが、2018年からは浅草演芸ホールに移った。

### 八月上席
昼の部で、2006年以降、落語芸術協会メンバーによるデキシーバンド「にゅうおいらんず」の演奏が大喜利として行われている。夏休みの時期でもあり、三遊亭小遊三・春風亭昇太などの人気者が楽器を演奏するところを楽しめるので、人気公演となっている。

### 八月中席
毎年昼の部は「納涼住吉踊り」が大喜利として行われる。協会を問わない顔付けをしていた東宝名人会のヒット企画であり、三代目古今亭志ん朝が八代目雷門助六を踊りの師として始めたものであった。東宝名人会の終了後に当ホールが受け継いだ。上記の通りこれは落語協会の芝居だが、（東宝名人会では協会を問わず出演していたことから）落語芸術協会所属の落語家を含め協会外の芸人が多数顔付けされる、定席で唯一の混成ラインナップともいうべき特別な芝居となっている。前述の志ん朝が生前最後の定席出演（2001年）となったのがこの芝居であり、入院中の病院から駆けつけて出演している。志ん朝亡き後は、かつて東宝名人会所属だった四代目三遊亭金馬が中心となり芝居を受け継いだ。その後金馬が高齢のため座長を勇退した後、座長は金原亭駒三（2018年まで）、古今亭志ん彌（2019年より）へと受け継がれている。

### 八月下席
落語芸術協会の定席興行であり、昼の部の興行は桂竹丸が主任を務めている。大喜利として即興による謎かけが組まれる（このため、若手噺家のほか、謎かけが得意なねづっちが常連演者として顔付けされる）。また、芸協所属外の芸人が多く顔付けされる興行であり、日替わり交代ではあるが山田邦子、松村邦洋、山田雅人といった普段は寄席では見る事が出来ないピン芸人が常連として顔付けされる。
夜の部の興行は、2003年より「禁演落語の会」と銘打ち、演芸評論家（青山忠一・長井好弘・中村真規・今野徹・石井徹也 ・和田尚久ほか）の解説をつけて禁演落語を口演している。主任は三代目三遊亭遊三（2023年以降は全日主任担当）、三代目三遊亭圓輔（2022年まで前・後半のいずれか5日間主任担当、2023年以降は出演せず）といった芸協の大ベテランの噺家が務めるほか、芸協所属外であるが落語立川流の立川談之助（元立川流で現芸協所属の立川談幸と日替わり交代）が常連として顔付けされており、中堅・若手噺家の中からも瀧川鯉朝、桂米福、雷門小助六、二代目三笑亭夢丸、桂夏丸、桂伸衛門、春風亭柳雀などが同興行の主な演者となっている（年によって若干顔付けの変動はある）。
このほか、2024年12月上席後半昼の部の落語芸術協会定席興行では、芸協の若手落語家ユニットである「芸協カデンツァ」が中心になり、主任に桂米助を迎える形で大喜利として「カデンツァ新喜劇」が初めて行われた。興行は成功を収めたことから、浅草演芸ホール側も来年2025年の同時期の開催も快諾しており、恒例興行としていきたい意向を持っている。

### 余一会等
一年のうち3・5・7・8・10月の31日（1月を除く）は「余一会」として特別興行が組まれ、以下の内容が恒例となっている。

#### 5月
「ファミリー寄席」として、桂歌春とその娘である田代沙織を中心とした番組が組まれる（2022年以降は歌春が主任、田代は膝替わりを担当し落語と踊りを披露する）。演者は落語芸術協会主体になるが、芸協所属外の演者も顔付けされ、田代が所属する生島企画室（現：FIRST AGENT）の会長であった生島ヒロシやその息子の俳優である生島勇輝も出演し、ヒロシは漫談または他の演者と組んで漫才（2022年はせんだみつおと組んでいる。2024年まで顔付けされたが、2025年は同社会長退任により外れる）、勇輝は落語を披露する。

#### 7月
「三遊落語まつり」として、現在は落語協会（六代目三遊亭圓窓、圓丈一門）・五代目円楽一門会（五代目三遊亭圓楽一門）と分かれた六代目三遊亭圓生一門が、団体の垣根を越えて出演する一門会となっている。現在では圓生一門の直弟子はすべて故人となったため、代わって孫弟子以降の一門が出演している。円楽一門会は基本的に定席に出演することはないため、落語協会所属の一門とともに合同で昇進披露口上が行われることがある。

#### 8月
1982年より初代林家三平追善興行を毎年開催しており、初代三平一門とその孫（曾孫）弟子が昼夜にわたって総出演する。主任は初代三平の実子である九代目林家正蔵、二代目林家三平がそれぞれ務める。かつての初代三平一門の惣領弟子であった林家こん平（2020年12月死去）は、病身になってからも2018年まで「ご挨拶」という形で出演していた。

#### 10月
2011年から、10月余一会昼の部は古今亭志ん輔の企画による若手芸人バトルが開催されている。タイトル・参加資格などは年によって変更されている。優勝は審査員と当日の観客（必ずしもコンテストに参加することを目的とした客だけではない）の審査によって決定する。また、優勝者への副賞が協賛社の味噌・焼酎・反物などバラエティに富んでいるのも特徴のひとつである。毎年、各団体の若手芸人が幅広く参加していたが、2021・2022年と落語協会所属の落語家のみの参加となっている（2023年より再び他団体の芸人参加を再開）。
余一会夜の部は、志ん輔を中心とした二人会・三人会・四人会などが開催される。

凡例：出場者は出場当時の高座名で記載。所属は(協)は落語協会、(芸)は落語芸術協会、(円)は五代目円楽一門会、(立)は落語立川流、(講)は日本講談協会、(浪)は日本浪曲協会、無印はその他の所属を表す。
| 年     | タイトル                             | 出場者（優勝者は太字） |
| ------ | ------------------------------------ | --- |
| 2011年 | 読売杯争奪！超党派 二ツ目バトル      | 春風亭朝也(協) |
| 2012年 | 読売杯争奪！超党派激突！二ツ目バトル | 桂宮治(芸)、三遊亭きつつき(円)、三遊亭金兵衛(協)、金原亭馬治(協)、立川こはる(立)、柳亭こみち(協)                                                     |
| 2013年 | 読売杯争奪 激突！二ツ目バトル        | 三笑亭夢吉(芸)、立川志の春(立)、鈴々舎馬るこ(協)、桂夏丸(芸)、三遊亭時松(協)、三遊亭橘也(円)                                                         |
| 2014年 | 読売杯争奪 激突！二ツ目バトル        | 三遊亭粋歌(協)、神田きらり(講)、春風亭一蔵(協)、柳家小太郎(協)、春雨や雷太(芸)、柳亭小痴楽(芸)                                                       |
| 2015年 | 読売杯争奪 激突！二ツ目バトル        | 古今亭駒次(協)、桂夏丸(芸)、柳家わさび(協)、瀧川鯉八(芸)、三遊亭好の助(円)、神田松之丞(講)、立川笑二(立)                                             |
| 2016年 | 読売杯争奪 激突！二ツ目バトル        | 柳家ろべえ(協)、春風亭正太郎(協)、三遊亭楽大(円)、入船亭小辰(協)、春風亭吉好(芸)、立川寸志(立)、桂竹千代(芸)                                         |
| 2017年 | 読売杯争奪 激突！二ツ目バトル        | 春風亭一蔵(協)、柳亭市弥(協)、雷門音助(芸)、三遊亭わん丈(協)、春風亭昇也(芸)、春風亭柳若(芸)、立川笑二(立)                                           |
| 2018年 | かめちゃぶバラエティ あの浅草のころ  | 三遊亭わん丈(協)、古今亭駒治(協)、玉川太福(浪)、春風亭三朝(協)、坂本頼光、桂宮治(芸)                                                                 |
| 2019年 | かめちゃぶバラエティ あの浅草のころ  | 立川吉笑(立)、橘家文吾(協)、三遊亭青森(協)、玉川太福(浪)、国本はる乃(浪)、岡大介                                                                     |
| 2020年 | かめちゃぶバラエティ あの浅草のころ  | 春風亭一花(協)、林家扇(協)、林家つる子(協)、国本はる乃(浪)、東家孝太郎(浪)、真山隼人(浪)                                                             |
| 2021年 | 僕らはみんな生きている               | 柳家小八(協)、台所おさん(協)、柳家さん助(協)、金原亭馬治(協)                                                                                         |
| 2022年 | 僕らはみんな生きている               | 柳家小八(協)、台所おさん(協)、柳家さん助(協)、金原亭馬治(協)                                                                                         |
| 2023年 | あしたこそ                           | 三遊亭ごはんつぶ(協)、昔昔亭昇(芸)、柳家小ふね(協)、春風亭一花(協)、春風亭朝枝(協)、三遊亭兼太郎(円)、三遊亭ぐんま(協)、柳亭信楽(芸)、林家きよ彦(協) |
| 2024年 | あしたこそ                           | 柳家小太郎(協)、林家けい木(協)、雷門音助(芸)、三遊亭ふう丈(協)、三遊亭好志朗(円)、古今亭菊正(協)、林家あんこ(協)                                     |

#### 12月
12月下席が27日で終了した後、余一会と銘打ってはいないが「年末特別興行」として、28日は落語協会主催による「年忘れ二つ目の会」（同協会所属の二つ目の噺家が出演者の大半を占めるが、各部の主任ほか数名の同協会真打と数組の色物芸人が出演する）、29日は二代目古今亭圓菊門下の弟子・孫弟子の噺家・内輪の色物芸人がほぼ総出演する「圓菊一門会」、30日には漫才協会主催の「漫才大会」、31日には落語協会主催の「落語釣り落とし会」の番組編成が2020年以降続いている。

## 通常興行の料金

### 2025年6月～
- 一般：3,500円（特別興行は4,000円）
- 学生：2,500円（中学生以上、特別興行は3,500円）
- 小人：1,500円（4歳以上～小学生、特別興行は2,500円）

障がい者割引あり（障害者手帳1冊に就き1名および付き添い1名は同額を割引）。
雑誌「東京かわら版」提示による料金300円引あり。各種割引による下限額は1,500円。
「夜割」
夜割は他の割引は適用されない。
- 18時以降
  - 一般：3,000円
  - 学生：2,000円
  - 小人：1,500円
- 19時以降
  - 一般：2,500円
  - 学生/小人：1,500 円

### ～2025年5月
支払は現金のみ。
- 一般：3,000円（特別興行は3,500円）
- 学生：2,500円（中学生以上、特別興行は3,000円）
- 小人：1,500円（4歳以上、特別興行は2,000円）

障がい者割引あり（障害者手帳1冊に就き1名および付き添い1名は同額を割引）。
また、通常興行では18時以降および19時以降は「夜割」を実施している。
- 18時以降
  - 一般：2,500円
  - 学生：2,000円
  - 小人：1,500円
- 19時以降
  - 一般：2,000円
  - 学生/小人：1,500 円

## アクセス
- 首都圏新都市鉄道（つくばエクスプレス）浅草駅 A1出口より徒歩1分（最寄駅）
- 東京地下鉄（東京メトロ）田原町駅 徒歩6分、又は浅草駅（銀座線）徒歩10分
- 東武鉄道浅草駅 徒歩10分
- 東京都交通局（都営地下鉄）浅草駅（浅草線）徒歩10分
- 都営バス：浅草公園六区停留所 徒歩1分

## テレビ中継地として
- みのもんた司会、五代目鈴々舎馬風（落語協会前会長）がハリセン大魔王に扮したテレビ番組『生放送!お笑い名人会』『爆笑おもしろ寄席』（テレビ東京）が生中継された。テレビ番組であるので、協会の別なく出演した。例えば、落語立川流の噺家、トニー谷や大阪吉本興業の漫才師も普通に舞台に上がった（番組収録という機会でなければ考えられないことである）。
- TBSテレビの金曜ドラマ『タイガー&ドラゴン』に登場する寄席で、出入り口がロケ地として劇中に多数登場した（ただし、場内は新宿末廣亭を模して造られたセットであった）。
- 2004年4月より、このホールによる「落語協会」「落語芸術協会」の定席興行の模様を収録した番組『浅草お茶の間寄席』が、千葉テレビ放送制作で毎週放送されている（新春特番も編成されているが、2019年以降の新春特番は浅草演芸ホールでの定席興行ではなく、千葉テレビ放送本社で新録したものを放送）。
- 2011年より、このホールにてテレビ東京の年始特番『新春!お笑い名人寄席』の収録が行われ、放送されている。収録は事前に行われ、撮って出し形式で放送。
- 毎日放送『プレバト!!』の水彩画バトルに出場した土屋伸之（ナイツ）と瀧川鯉斗が絵のテーマに浅草演芸ホールを選んでいる。なお、絵は共に後日演芸ホールに寄贈され、場内に展示された[22][23]。
- 2022年7月15日、NHKのドキュメント72時間で「浅草・演芸場 人生は笑いとともに」というタイトルで、観客、演者、舞台裏などが取材、放映された。取材対象となったのは落語芸術協会真打昇進披露（春風亭昇也・春風亭柳雀）の時[24]。

## 定紋

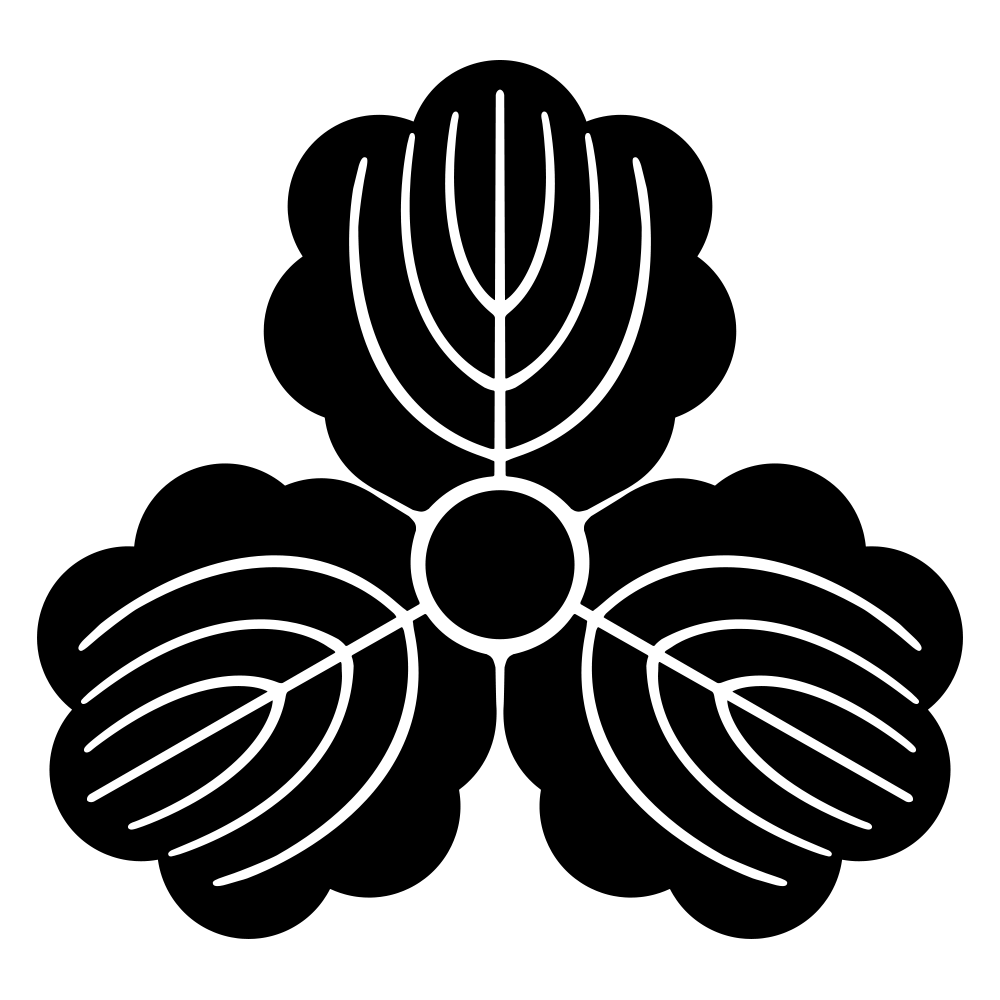
みつかしわ 三つ柏

## その他
- 通常寄席のオーナーは「席亭」（せきてい）と呼称するが、浅草演芸ホールだけは設立の経緯もあり「社長」と呼ばれる。創立者・松倉宇七の後を継いだ子の松倉久幸が長く社長を務めた。現在久幸は会長職に退き、社長は久幸の子の松倉由幸が継いでいる。

- 一般に「浅草演芸場」と表記されることが多いが、この場合の「浅草演芸場」は浅草演芸ホールのことを誤表記している場合と、木馬館・木馬亭や浅草松竹演芸場の事を意味して表記している場合がある。

- 入場者に配る番組プログラムの表紙は長年三笑亭笑三が描いていた。2017年7月から林家たい平に変更。たい平は、都営地下鉄浅草線浅草駅通路に掲示してある演芸ホールの看板も描いた（2021年12月～）[25]。

- 五代目桂三木助が2020年7月24日、ツイッターに演芸ホールの看板猫「ジロリ」が窓口でチケットを出す姿の写真を「浅草演芸ホールは運が良いとジロリさんが受付でチケットくれます」というコメントつきでアップしたところ[26]、7月末までに国内外でリツイート6万4000件、いいね！が25万件という反響を呼び、三木助はジロリと共に演芸ホールで取材を受けた[27][注釈 5][28]。

## 浅草演芸ホールで初高座を踏んだ落語家
- 古今亭菊輔
- 二代目橘家蔵之助
- 三遊亭遊子
- 柳家小ふね

## 書籍
- 松倉久幸『浅草で、渥美清、由利徹、三波伸介、伊東四朗、東八郎、萩本欽一、ビートたけし…が歌った、踊った、喋った、泣いた、笑われた。』ゴマブックス、2002年。ISBN 9784901465205。 - 東洋興業社長の著書、渥美清、由利徹、三波伸介、伊東四朗、東八郎、萩本欽一、ビートたけしを通じて語る当劇場の歴史
- 井上ひさし編著『浅草フランス座の時間』文春ネスコ : 文藝春秋、2001年。ISBN 9784890361236。 - フランス座・元座付き作者によるフランス座の歴史
- 浅草演芸ホール(監修)『浅草演芸ホールの看板猫ジロリの落語入門』河出書房新社、2017年10月。ISBN 978-4309278902。 - 2016年8月2日、チケット売り場の看板猫 兼 場内の安全係（閉館時のネズミ取り）としてやってきたジロリ君。猫のいる寄席の日々とともに、若手芸人の紹介と寄席案内をしている一冊[注釈 5][28]。
- 松倉久幸『起きたことは笑うしかない！』朝日新書、2019年8月。ISBN 9784022950352。
- ワル猫カレンダーMOOK2023（マガジン・マガジン）2022年11月。ISBN 978-4866605265。ジロリが表紙を飾っている。